# Коррекционная педагогика
Коррекционная педагогика — область педагогического знания, предметом которой является разработка и реализация в образовательной практике системы условий, предусматривающих своевременную диагностику, профилактику и коррекцию педагогическими средствами нарушений социально-психологической адаптации индивидов, трудностей их в обучении и освоении соответствующих возрастным этапам развития социальных ролей. "Коррекционная педагогика" — понятие гораздо более узкое, чем "специальная педагогика". Термин используется в советской и российской педагогической литературе; из-за вполне очевидного указания на активное воздействие со стороны реализующих коррекционные мероприятия (которые не всегда требуются и, главное, на которые не всегда дают своё согласие обучающиеся и их родители или опекуны) в мировой литературе почти не встречается.

## История
В современную педагогическую науку термин был введён в 1988 году (Г.Ф. Кумарина, 1988), однако первыми попытку раскрыть его содержание П. В. Кащенко, и В. В. Мурашев, подготовившие в 1929 году работу «Лечебная (коррекционная) педагогика», которая уже тогда обозначала новый вектор в развитии научного знания.
Объектная область коррекционной педагогики в её современной трактовке — ситуации и состояния риска в развитии растущего человека, адаптационные нарушения, которые проявляются во взаимодействии индивида со средой и не обусловлены факторами, связанными с органической этиологией, явления социально-психологической, школьной дезадаптации. Примером может служить сурдопедагогика, тифлопедагогика, олигофренопедагогика и логопедия.